# Photographe de guerre

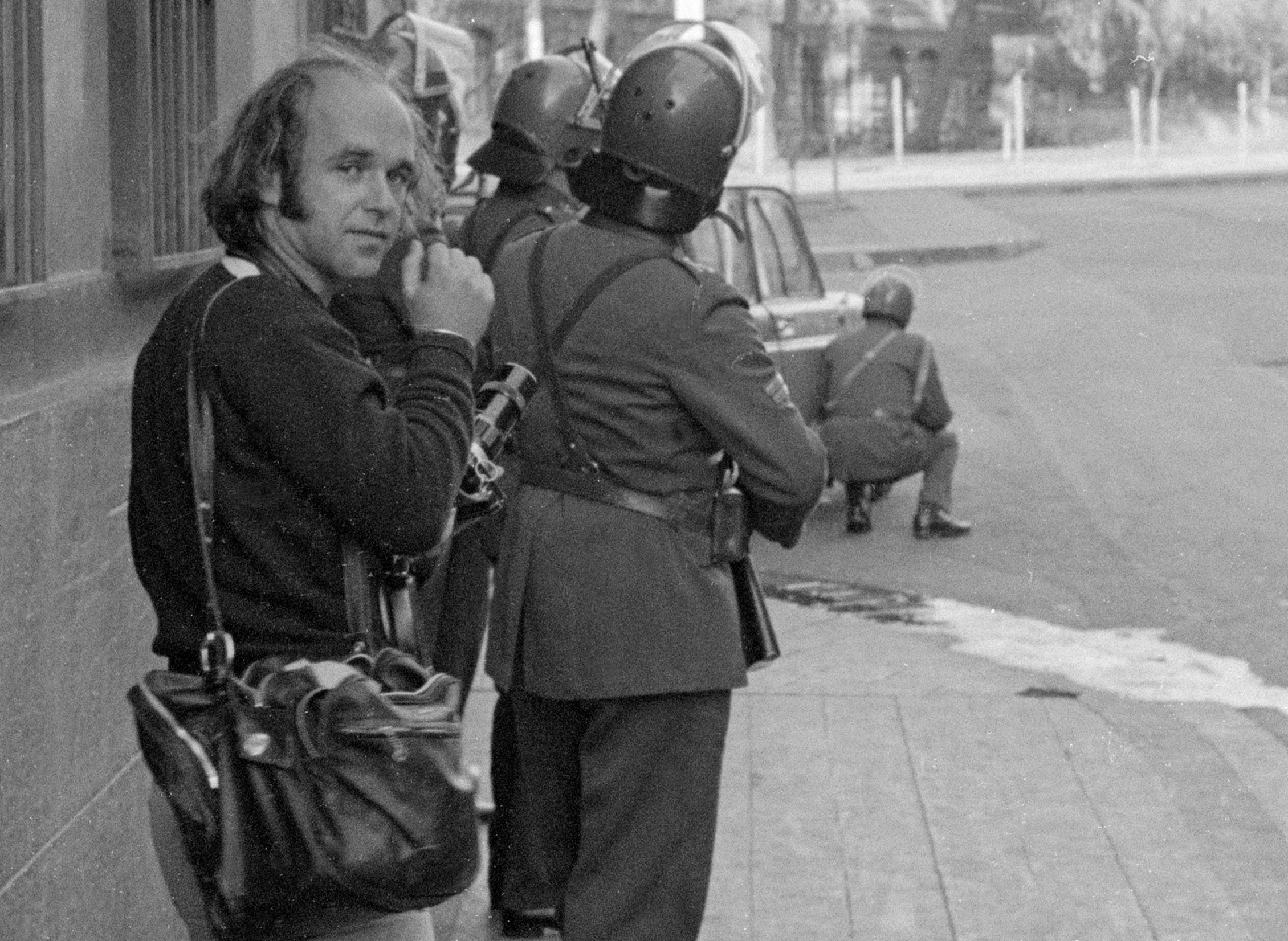
Le photographe Sylvain Julienne durant le coup d'État au Chili en septembre 1973.

Un photographe de guerre est un photographe professionnel, généralement photojournaliste, spécialisé dans la photographie de conflits armés.
Les journalistes et photographes sont protégés par des conventions internationales, mais l'histoire montre qu'ils sont souvent pris pour cible par les belligérants.
Du fait de la nature du sujet, ils se retrouvent souvent en danger de mort ce qui peut les amener à être blessés : Patrick Chauvel (neuf fois), Eugene Smith, Don McCullin, Laurent van der Stockt (3 fois), Marc Garanger (une fois), etc. ou tués sur le théâtre des opérations (Gerda Taro, Anja Niedringhaus, Robert Capa, Gilles Caron, Dickey Chapelle, Henri Huet, Jean Péraud, etc.)
De 2003 à 2009, lors de la guerre d'Irak, 36 photographes et cadreurs ont été enlevés ou tués, dont plusieurs par des tirs amis,.

## Liste de photographes de guerre

### Femmes photographes de guerre

#### XXesiècle
- Alexandra Boulat
- Margaret Bourke-White
- Dickey Chapelle
- Carolyn Cole[3]
- Françoise Demulder[3]
- Isabel Ellsen
- Catherine Leroy[3]
- Susan Meiselas[3]
- Lee Miller[3]
- Anja Niedringhaus[3]
- Alice Schalek
- Christine Spengler
- Constance Stuart Larrabee
- Gerda Taro[3]
- Olga Alexandrovna Lander

#### XXIesiècle
- Lynsey Addario
- Alexandra Boulat
- Laurence Geai
- Camille Lepage
- Christine Spengler
- Virginie Nguyen Hoang
- Véronique de Viguerie

### Hommes photographes de guerre

#### XIXesiècle
- Felice Beato
- Mathew Brady
- Jean-Baptiste Henri Durand-Brager
- Roger Fenton
- Alexander Gardner
- James Robertson

#### XXesiècle
Liste non exhaustive
- Eddie Adams
- Dmitri Baltermants
- Felice Beato
- Matthew Brady
- Larry Burrows
- Robert Capa
- Gilles Caron
- Patrick Chauvel
- Luc Delahaye
- David Douglas Duncan
- Pierre Ferrari
- Marc Flament
- Horst Faas
- Marc Garanger
- Stanley Greene
- Philip Jones Griffiths
- Benoît Gysembergh
- Jimmy Hare
- Henri Huet
- Taizo Ichinose
- Sylvain Julienne
- Alain Keler
- Evgueni Khaldei
- François Lochon
- Don McCullin
- Yan Morvan
- James Nachtwey
- Tim Page
- Jean Péraud
- Gilles Peress
- Joe Rosenthal
- Robert F. Sargent
- Jean-Claude Sauer
- George Silk
- Arthur Smet
- W. Eugene Smith
- George Strock (en)
- François Sully
- Jean-Louis Swiners
- Nick Ut
- Noël Quidu

#### XXIesiècle
- Patrick Chauvel
- Vadim Ghirda
- Stanley Greene
- Mahmud Hams
- Jérémy Lempin
- Evgeniy Maloletka
- Lorenzo Meloni
- James Nachtwey
- Mstyslav Tchernov

## Expositions
- Musée de la Libération de Paris - musée du Général Leclerc - musée Jean-Moulin (Paris), exposition Femmes photographes de guerre, du 8 mars au 31 décembre 2022[4].
- Musée de l'Armée (Paris), exposition Photographies en guerre, du 6 avril au 24 juillet 2022[5].